# Fabryka Samochodów Małolitrażowych
Fabryka Samochodów Małolitrażowych (FSM) (укр. Завод малолітражних автомобілів) —  польська компанія, що робила легкові автомобілі. Підприємства компанії розташовувалися в містах Бельсько-Бяла і Тихи.

## Історія
Підприємство створено в 1971 р на підставі угоди між польською компанією FSO і Fiat для виробництва за ліцензією польської версії Fiat 126 під маркою Polski Fiat 126p на базі невеликого заводу з виробництва мотопомп «Polmo» у м. Бельсько-Бяла. Polski Fiat 126p став наймасовішим польським автомобілем. Він отримав прізвисько «Малюх» (малюк) і став у Польщі культовим автомобілем, героєм жартів і анекдотів, як Запорожець в СРСР.
З 1972 р по 1983 р підприємство випускало також автомобілі FSO Syrena, виробництво яких було передано із заводу FSO в Варшаві.
Для розширення виробництва Польських Фіатів в 1975 р побудований новий завод в Тихах. У Бельсько-Бяла залишилося виробництво двигунів.
У 1991 році компанія була приватизована Fiat і стала називатися Fiat Auto Poland. З 1992 р виробляє автомобілі під брендом Fiat.

## Моделі
| Модель           | Роки випуску | Обсяг виробництва |
| ---------------- | ------------ | ----------------- |
| Syrena           | 1972–1983    | 344 077           |
| Polski Fiat 126p | 1973–2000    | 3 318 674         |
| Fiat 126 BIS     | 1987–1991    | 190 361           |

Серійні моделі FSM:
- FSO Syrena (1972–1983)
- Polski Fiat 126p (1973–2000)
- Fiat 126 BIS (1987–1991)

Серійні моделі Fiat Auto Poland:
- Fiat Cinquecento (1991–1998)
- Fiat Uno (1994–2002)
- Fiat Siena (1997–2001)
- Fiat Seicento (1998–2009)
- Fiat Palio Weekend (1998–2004)
- Fiat Nuova Panda (2003–2012)
- Fiat 500 (2007–дотепер)
- Ford Ka (2008–дотепер)
- Lancia Ypsilon (2010–дотепер)

Прототипи:
- FSM Beskid (1983–1991)

## Галерея

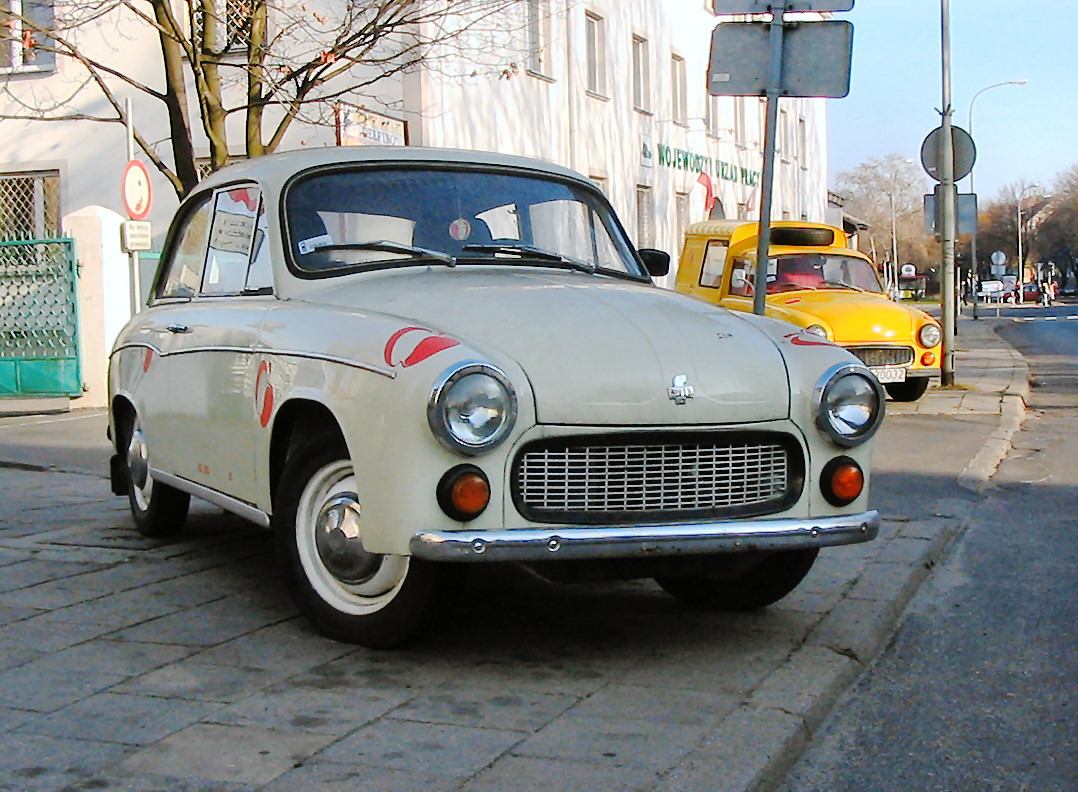
Syrena 105
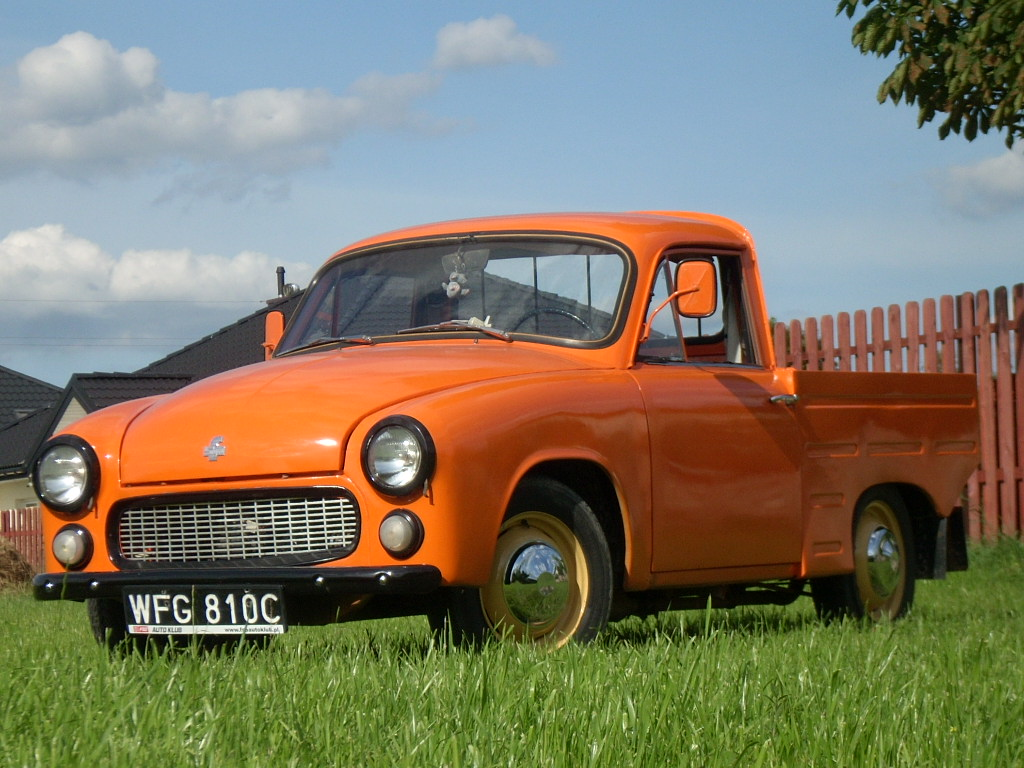
Syrena R20
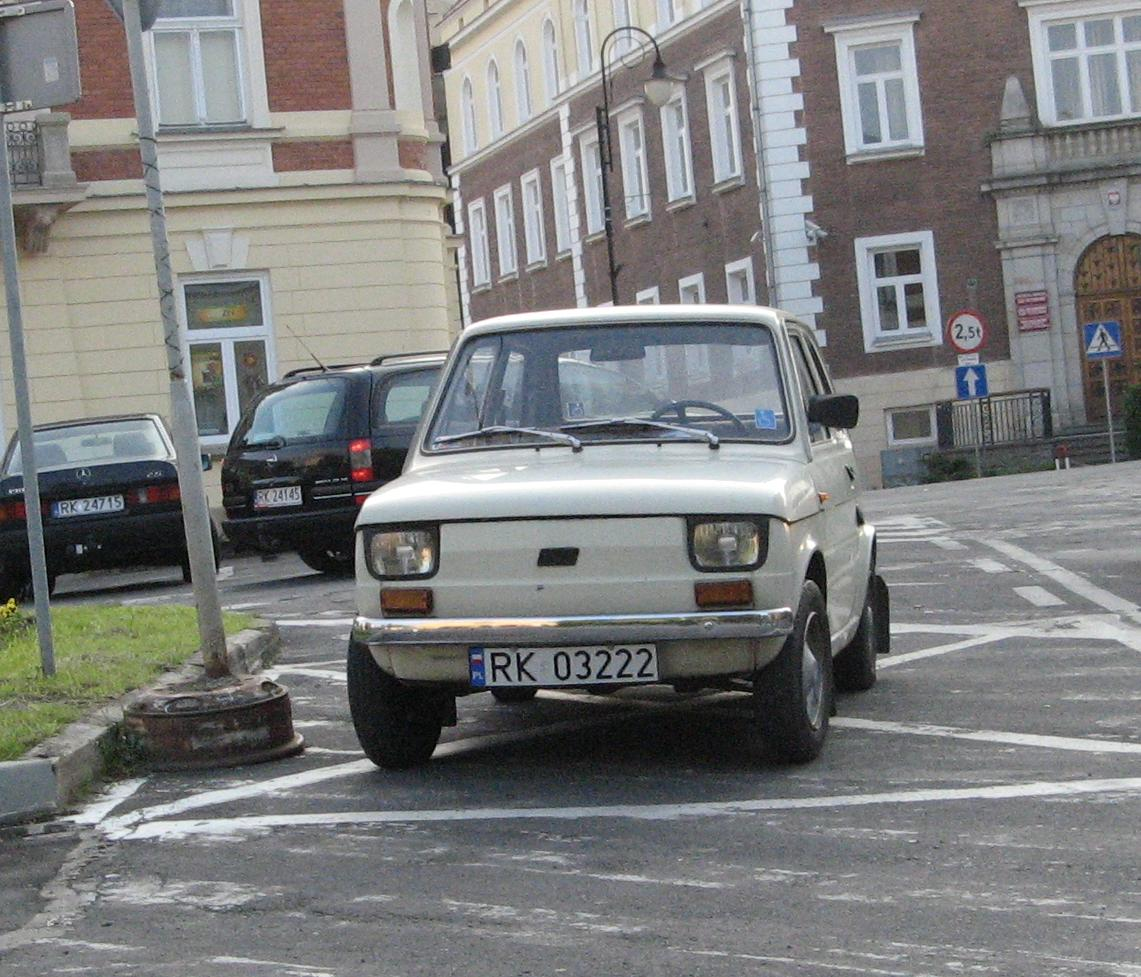
Polski Fiat 126p
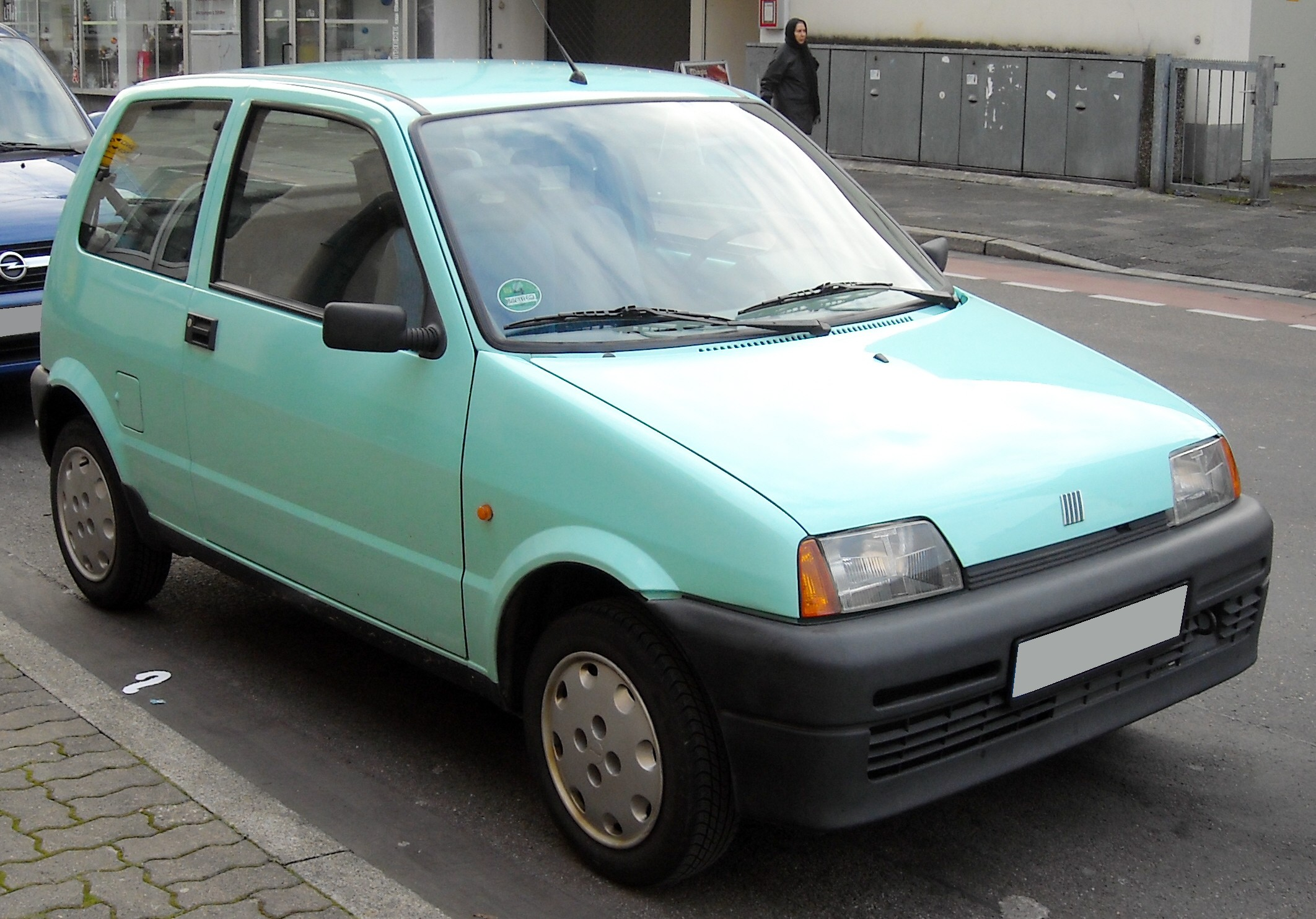
Fiat Cinquecento
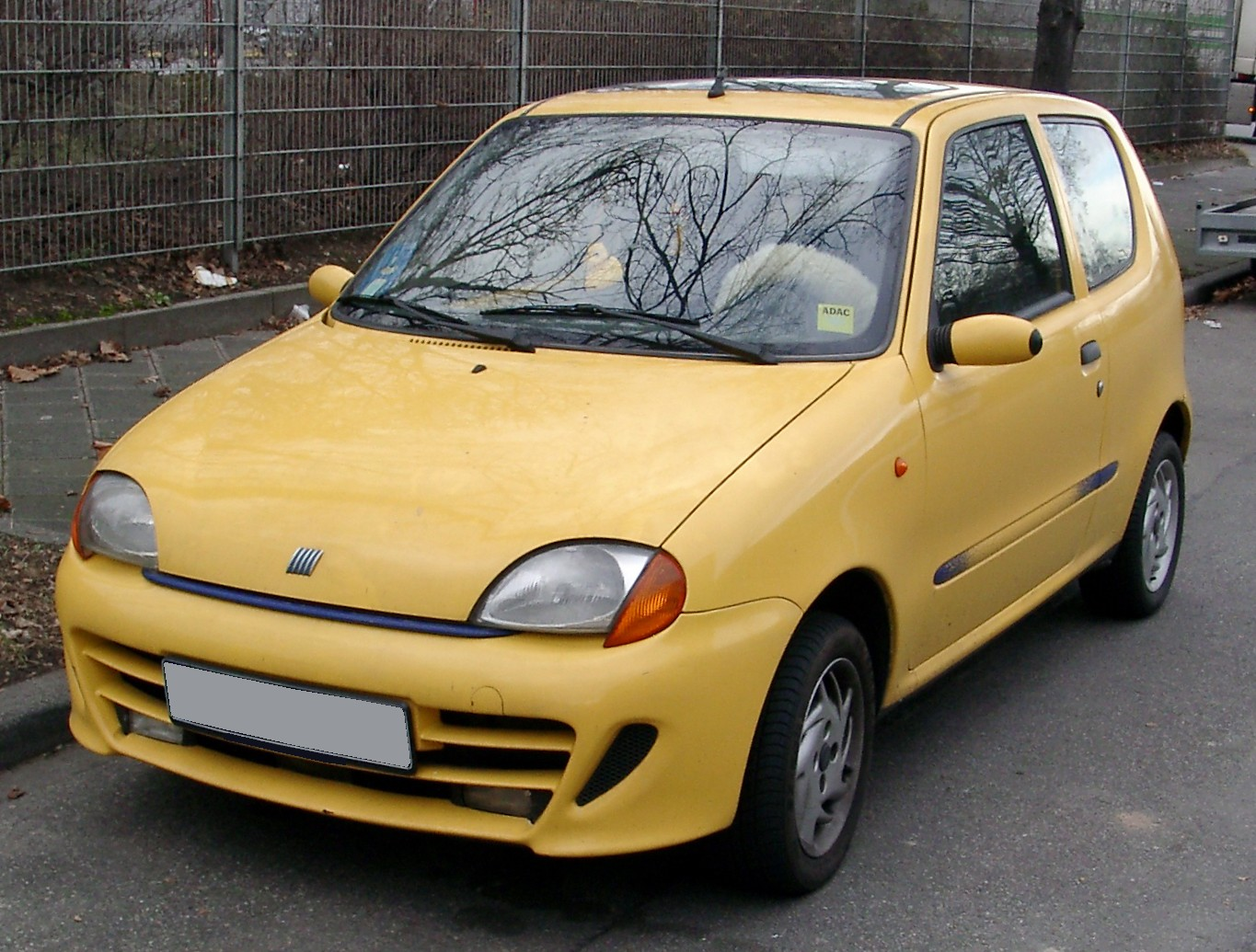
Fiat Seicento
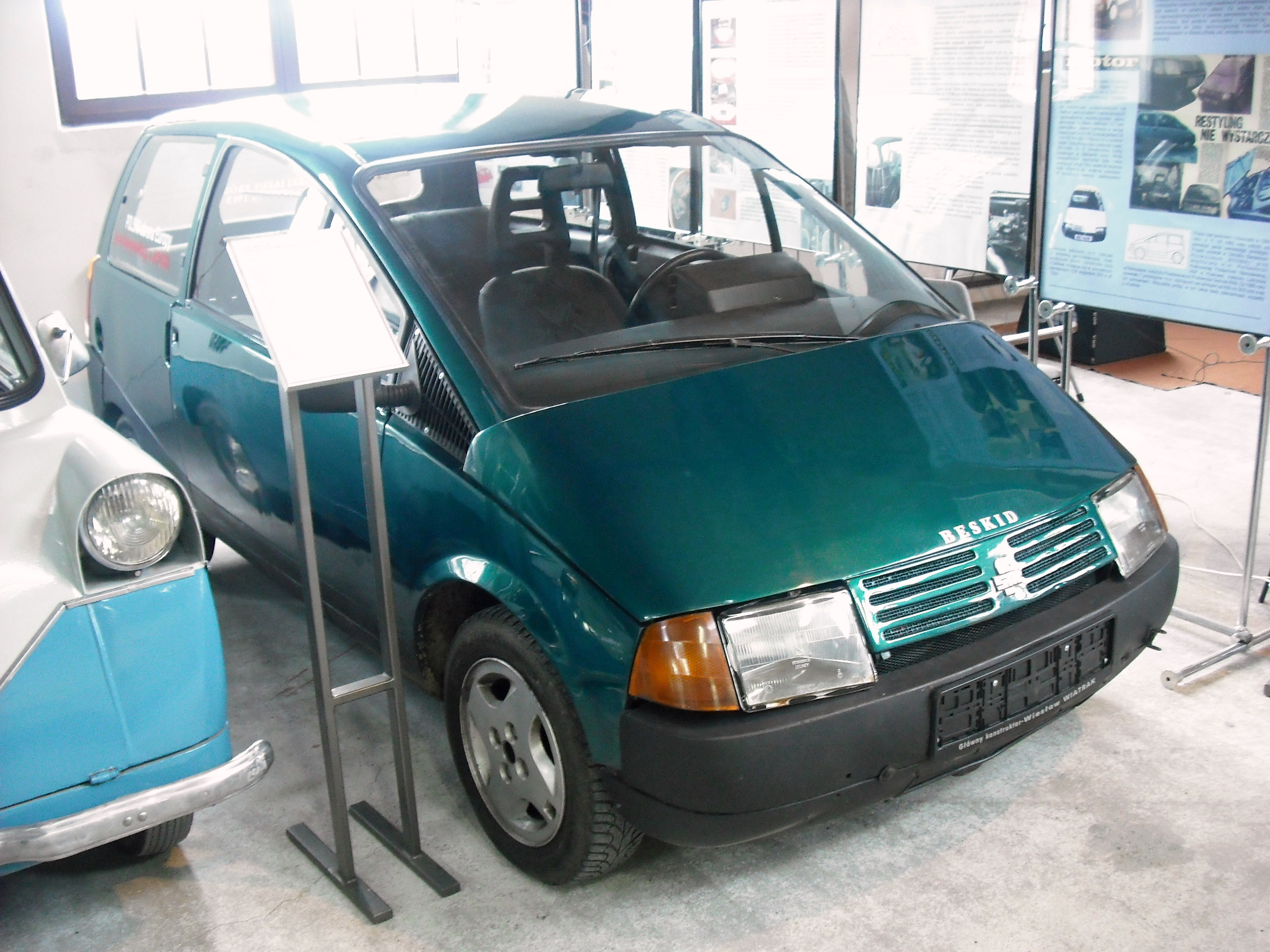
Beskid - prototype
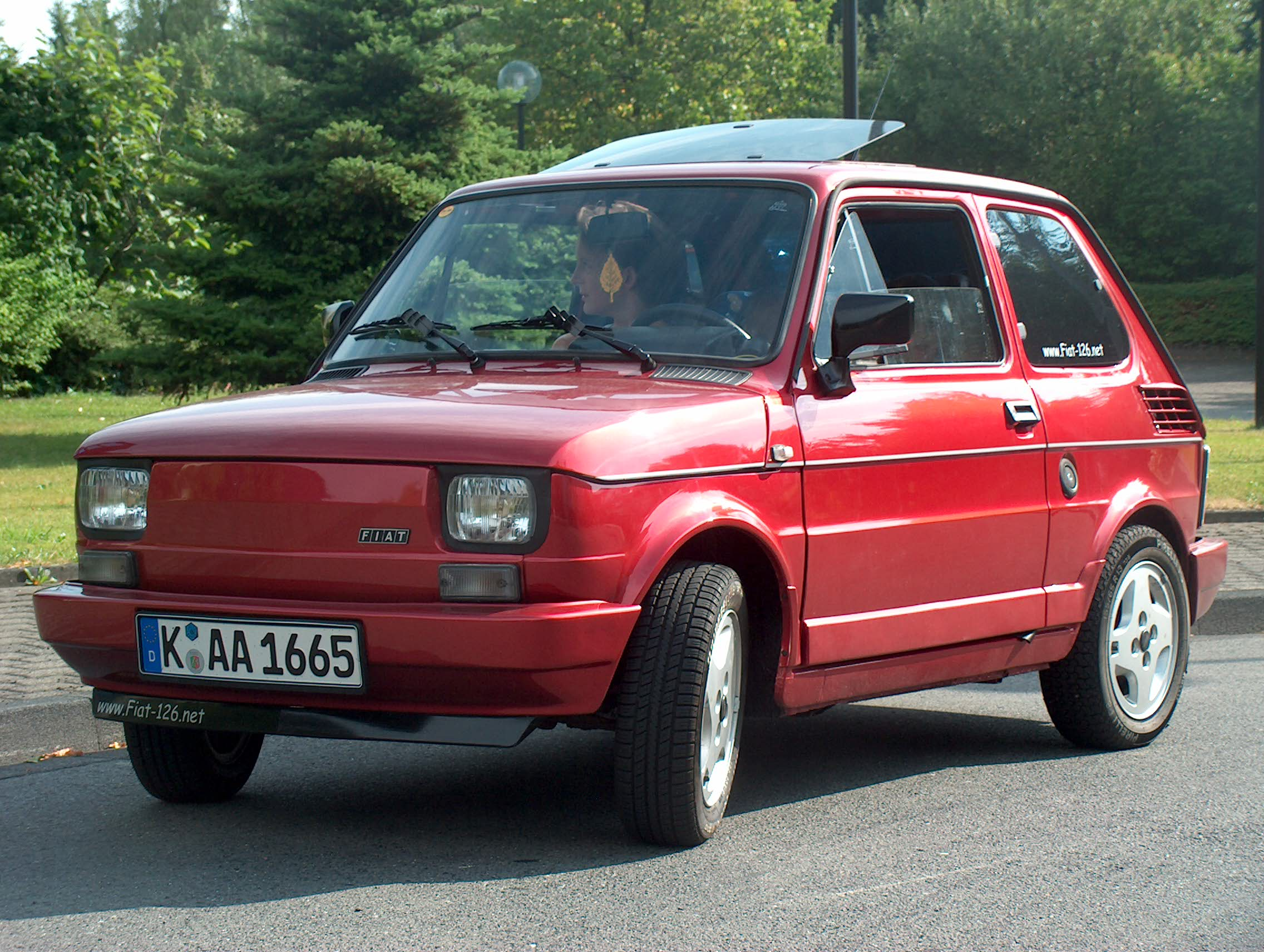
Fiat 126 BIS